# Flottbro
För friluftsområdet i Huddinge kommun, se Flottsbro.

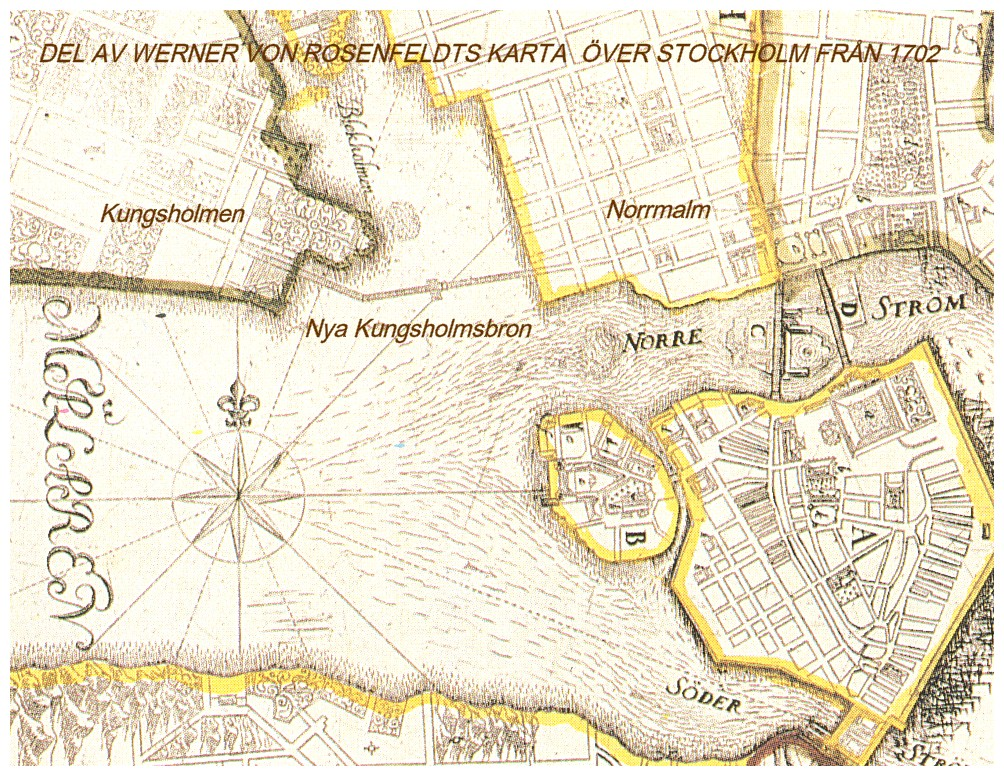
"Nya Kungsholmsbron" i Stockholm, 1702, på sin tid en av de längsta i Europa.

En flottbro är en speciell typ av pontonbro där vägbanan bärs upp av flottar, som flyter på vattnet. 

## Allmänt
Flottbroar kompletterades ofta med en vindbrygga för att släppa igenom båttrafik. Flottbroar var förr vanliga i Sverige. En av Europas längsta flottbroar var den över 500 meter långa Nya Kungsholmsbron i Stockholm, byggd 1669–1672.
I Nedre Österfors finns en välbevarad flottbro (för gång- och cykeltrafik) över Österdalälven. 
En annan flottbro i Gagnef ersattes i sen tid av en pontonbro av trä men räknas fortfarande som flottbro. Den var öppen för fordonstrafik upp till fyra ton tills en lastbil med släp försökte sig på att köra över bron den 24 mars 2015. Chauffören bestämde sig tydligen för att chansa genom att köra sitt 60-tons ekipage över bron med full gas, trots att bron enligt skyltningen är begränsad till 4 ton. Ekipaget tillhörde ett åkeri i Lidköping och fraktade pellets. Flottbron i Gagnef öppnades åter för trafik den 15 augusti. Chauffören friades i rätten i november 2015.
Den 20 april 2016 var det åter dags för en avstängning av bron, detta efter att en lastbil med släp hade setts köra över. Denna gången gick bron inte av helt och hållet utan hölls öppen för gång- och cykeltrafik. Inspektion kom att ske under fredagen den 22 april och till dess var bron avstängd för motorfordon. 
Flottbron i Nyckelby, Stora Tuna socken, Dalarna, revs 1968 eller 1969. Den ersattes inte av en ny bro.

## Bilder

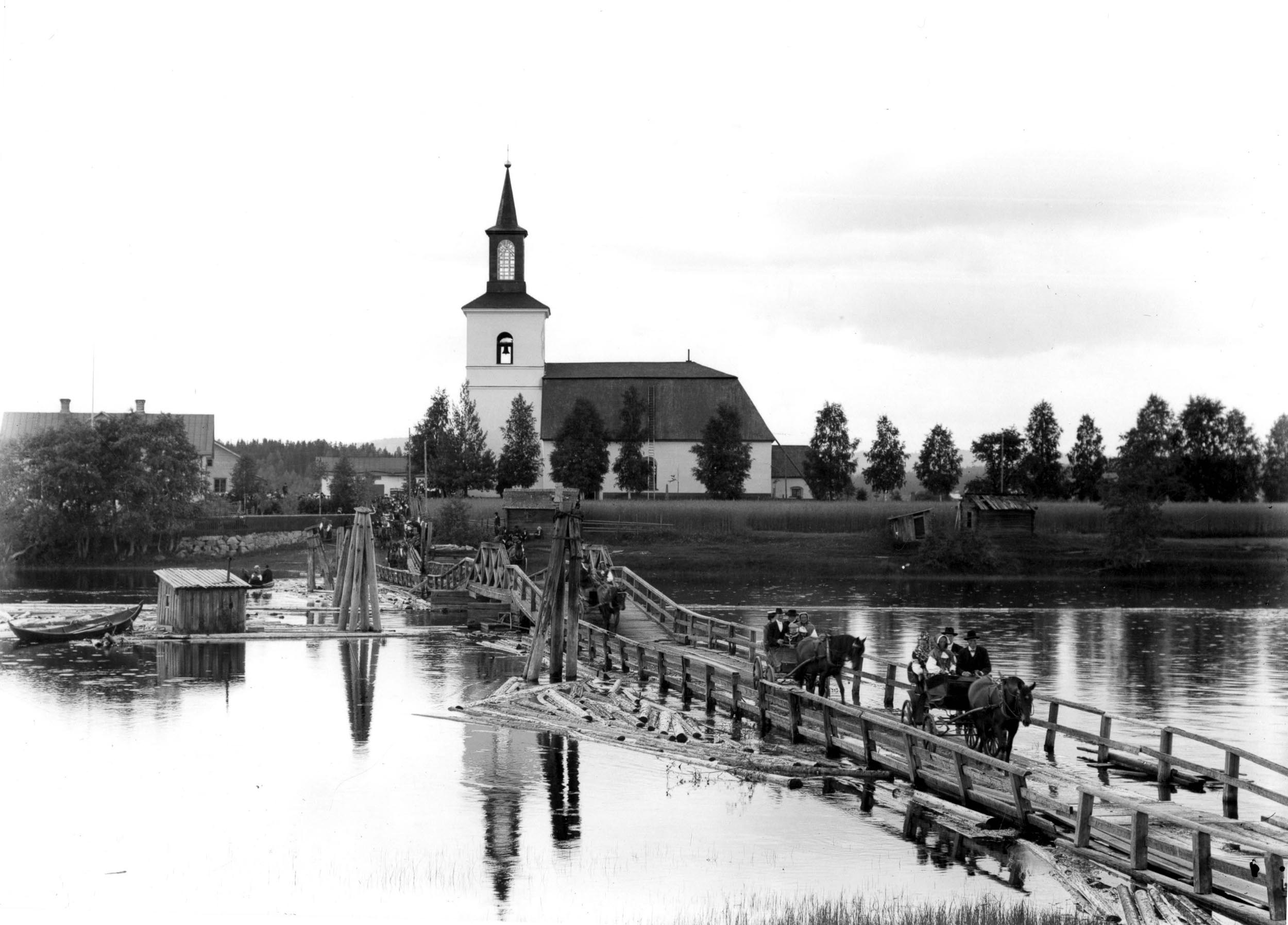
Flottbro över Västerdalälven med Floda kyrka, Dalarna, i bakgrunden. Den förstördes vid översvämningen 1916.
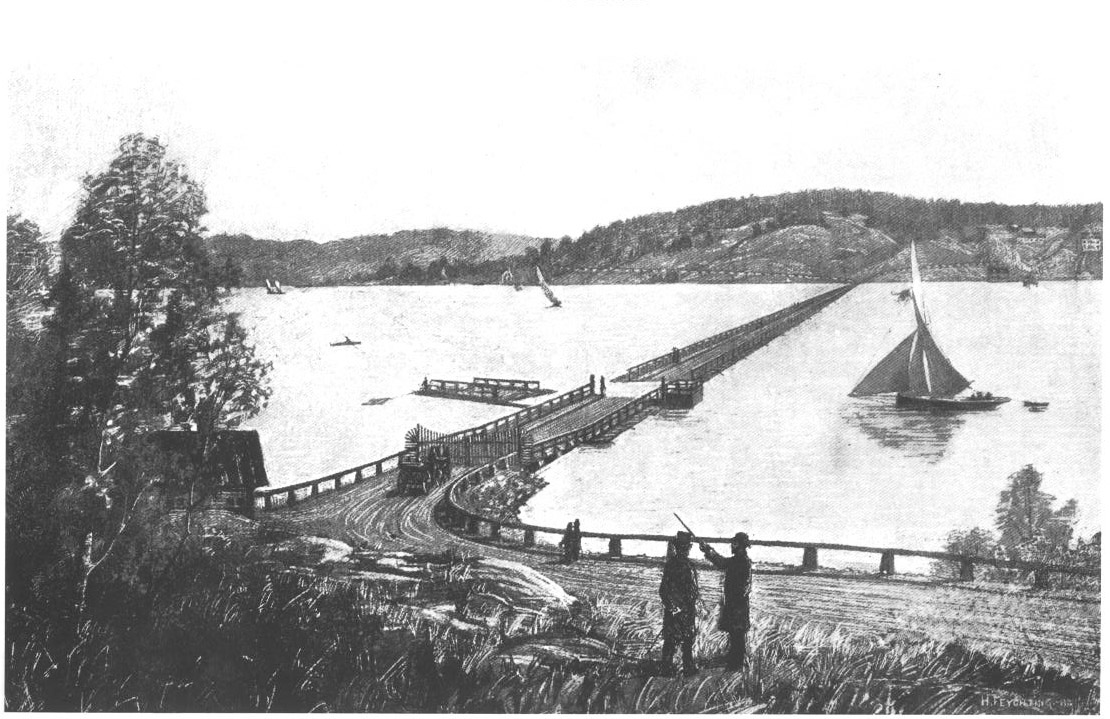
Lidingöbron (den andra i ordningen) mellan Torsvik på Lidingö och Ropsten i Stockholm, byggd 1884, var en flottbro med två lager rundtimmerstockar som flytelement. Den ersattes 1913 med en pontonbro.
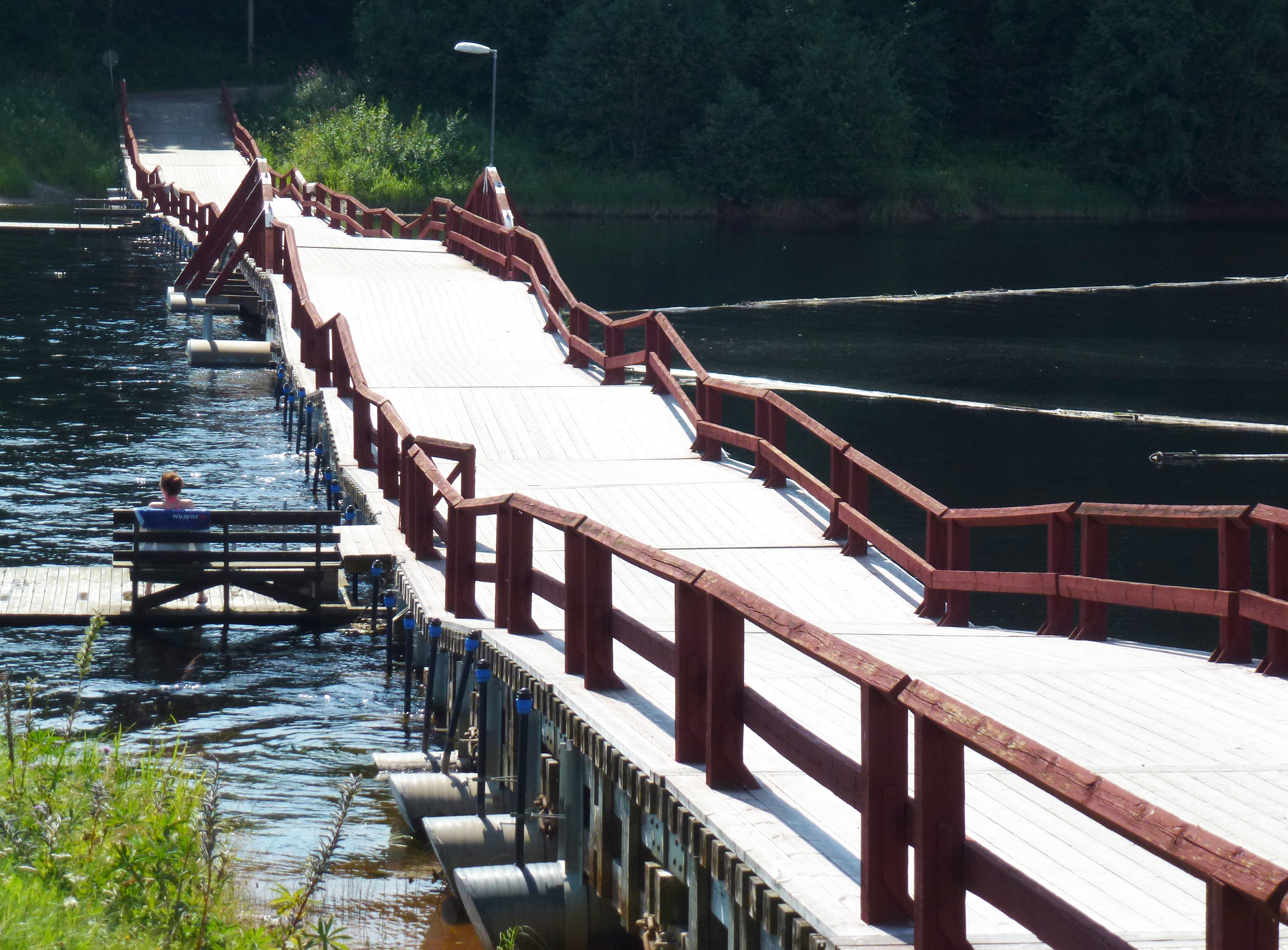
Flottbro över Österdalälven i Nedre Österfors.
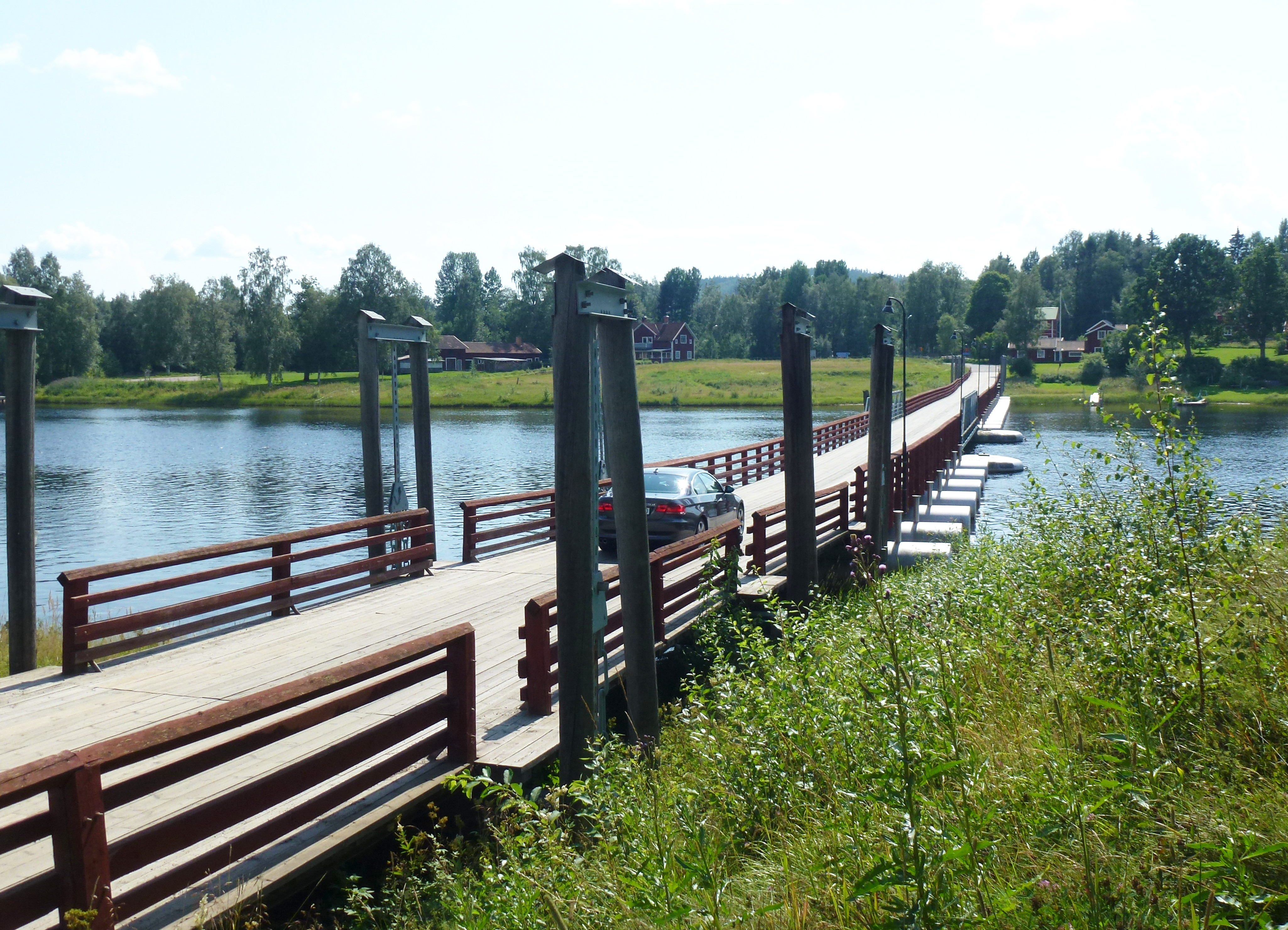
Flottbro över Österdalälven i Gagnef. Den skadades allvarligt i mars 2015 av en alltför tung lastbil.